# Fireball (canción)
«Fireball» —en español: Bola de fuego— es una canción del rapero y cantante estadounidense Pitbull, con la voz del cantante estadounidense John Ryan. Fue lanzado el 23 de julio de 2014 como el segundo sencillo del octavo álbum de estudio de Pitbull, Globalization (2014).

## Video musical
Según Variety, el video musical de la canción incluye un "mashup digital" con las estrellas de Internet Jenna Marbles (que tiene un gran número de seguidores en su canal de comedia de YouTube y presenta el programa semanal de YouTube 15 en Sirius XM, quien previamente había una realizado un vídeo de parodia de Pitbull), Bart Baker (creador detrás de parodias de música popular, incluida una de Pitbull) y Brittany Furlan (la estrella de video femenina más seguida en Vine antes de que Vine cerrara). Los tres aparecen en el video oficial de «Fireball». La colaboración de Pitbull con Marbles, Baker y Furlan fue negociada por Endemol Beyond USA.
Sinopsis
El video comienza con Pitbull bajandose de un auto y entrando a un club. El video muestra a personas bailando en blanco y negro, y personas que respiran fuego, junto con Marbles y Baker bailando por Pitbull. Pitbull ve a una mujer (Alejandra Espinoza) bajando las escaleras y, cuando entra a la sala principal, el video cambia a color. La mujer se parece mucho a Jessica Rabbit. Muchos hombres (generalmente con mujeres) la miran. Camina hacia Pitbull; van a un camerino y se besan apasionadamente. El video luego termina con Pitbull y la chica saliendo del club en su auto.

## Rendimiento en las listas
La canción alcanzó el puesto 23 en el Billboard Hot 100 de EE. UU. En enero de 2015, el sencillo vendió un millón de copias en los EE.UU. El 16 de octubre de 2020, el sencillo fue certificado triple platino por la Recording Industry Association of America (RIAA) por ventas combinadas y unidades equivalentes de streaming de más de tres millones de unidades en los Estados Unidos. También fue certificado Oro en Canadá y Australia.

## En la cultura popular
La canción apareció en el tráiler y anuncios de televisión de Shaun the Sheep Movie de Aardman Animations. También apareció en anuncios de televisión para Zootopia de Walt Disney Animation Studios y en las películas de Sony Pictures Animation The Emoji Movie y The Angry Birds Movie 2.
La canción se utilizó para el número de apertura de Miss Earth 2014.
De 2015 a 2016, la canción sonó cada vez que un jugador de los Rockies de Colorado conecta un jonrón en el Coors Field.
La canción apareció en el episodio piloto de The Catch.
También se escuchó brevemente en la película de Blue Sky Studios Ice Age: Collision Course.
La canción se usó para el número de apertura de Miss Universo 2020.
Esta canción se ha reproducido cuando los Medias Blancas de Chicago conectaron un jonrón.

## Posicionamiento en listas
| Listas (2014–15)                          | Mejor posición |
| ----------------------------------------- | -------------- |
| Alemania (Offizielle Deutsche Charts)     | 22             |
| Australia (ARIA)                          | 26             |
| Austria (Ö3 Austria Top 40)               | 12             |
| Bélgica (Flandes) (Ultratop 50)           | 5              |
| Bélgica (Valonia) (Ultratop 50)           | 11             |
| Canadá (Canadian Hot 100)                 | 16             |
| Canadá (CHR/Top 40)                       | 33             |
| Chile (Top 20 Chart)                      | 5              |
| Colombia (National-Report)                | 20             |
| República Checa (Singles Digitál Top 100) | 13             |
| Escocia (Scottish Singles Sales Chart)    | 23             |
| Eslovaquia (Singles Digitál Top 100)      | 18             |
| Eslovenia (SloTop50)                      | 8              |
| España (Top 100 Canciones)                | 6              |
| Estados Unidos (Billboard Hot 100)        | 23             |
| Estados Unidos (Hot Rap Songs)            | 4              |
| Estados Unidos (Hot Dance Club Songs)     | 35             |
| Estados Unidos (Latin Airplay)            | 14             |
| Estados Unidos (Mainstream Top 40)        | 17             |
| Estados Unidos (Rhythmic)                 | 31             |
| Euro Digital Songs                        | 8              |
| Finlandia (OFC)                           | 9              |
| Francia (SNEP)                            | 114            |
| Hungría (Dance Top 40)                    | 19             |
| Irlanda (IRMA)                            | 66             |
| Líbano (The Official Lebanese Top 20)     | 12             |
| Luxemburgo (Billboard Digital Song Sales) | 7              |
| México (Mexico Ingles Airplay)            | 4              |
| Países Bajos (Dutch Top 40)               | 1              |
| Países Bajos (Mega Single Top 100)        | 1              |
| Polonia (Polish Airplay Top 100)          | 15             |
| Polonia (Polish Airplay New)              | 5              |
| Reino Unido (UK Singles Chart)            | 49             |
| Sudáfrica (EMA)                           | 9              |
| Suecia (Sverigetopplistan)                | 47             |
| Suiza (Schweizer Hitparade)               | 51             |

| Listas (2014)                         | Posición |
| ------------------------------------- | -------- |
| Bélgica (Flandes) (Ultratop Flanders) | 60       |
| Canadá (Canadian Hot 100)             | 74       |
| Países Bajos (Dutch Top 40)           | 20       |
| Países Bajos (Single Top 100)         | 10       |

| Listas (2015)          | Posición |
| ---------------------- | -------- |
| Hungría (Dance Top 40) | 63       |
| Eslovenia (SloTop50)   | 50       |